# الشواك
الشُوَاك مدينة تقع في شرق ولاية القضارف بالسودان على ارتفاع 516 متر ( 1692,9 قدم ) فوق سطح البحر، وتبعد بمسافة 381 كيلو متر (23 ميل) تقريباً جنوب شرق الخرطوم. وهي محطة مهمة في خطوط المواصلات بين مدينة القضارف عاصمة الولاية، ومدينة كسلا حيث يمر عبرها الطريق القومي الذي يربط الخرطوم وبقيّة أرجاء البلاد بميناء بورتسودان، وكذلك خط السكة الحديدية الموازي له. وبها أكبر سوق للماشية بالولاية ومحجر صحي كما يمر عبرها خط أنابيب المياه الناقل إلى مدينة القضارف.

## أصل التسمية
اللفظ الشواك (وتُنطق الشُوَكْ بضم الشين وفتح الواو وتسكين الكاف مع إغفال الألف) كما تفسره بعض الروايات مشتق من لفظ الشوك، الجزء الحاد في بعض النباتات، وكان يطلق على الغابة التي قامت البلدة عليها لكثرة الأشجار والنباتات الشوكية فيها كالطلح و السدر وغيرهما. ووفقاً لرواية مماثلة فقد أخذت المدينة اسمها من حظيرة كانت قد أُقيمت في المكان نفسه لحماية صغار قطعان الماشية و الأبل حيث كان الرعاة في المنطقة يستريحون قبل مواصلة سيرهم نحو مورد الماء القريب من المكان وكانت الحظيرة تتكون من فروع الأشجار الشوكية وأغصانها، وعندما جاء الإنجليز إلى المنطقة إبّان الحكم الثنائي للسودان، وسألوا عن اسم المكان الذي اختاروه لبناء محطة لخط السكة الحديدية المارّ عبره، أخبرهم الناس بزريبة (حظيرة) الشواك، فأصبح اسم المحطة التي تطوّر المكان حولها محطة الشواك. وفي رواية ثالثة فإن الشواك لم يكن اسم الحظيرة بل أنه باللهجة المحلية لفظ يطلق على كيس يوضع حول ضروع البقر أو الإبل لمنع صغارها من الرضاعة عند فطمها، وكان الرعاة يأتون إلى تلك الحظيرة خصيصاً لذلك الغرض. ومما يُذكر أيضاً حول معنى التسمية أن كلمة(شوآك) في اللغة العربية تعني المكان الخالي من الأشجار وسط غابة، وبما أن المنطقة كانت أصلاً عبارة عن غابة، فقد يكون اسم الشواك قد أتى من هذا المعنى. ولعلّ الرواية المختلفة تماماً عن تلك التفسيرات هي التي تنسب الاسم إلى لفظ الأشواق ( المفرد شوق - في اللهجة السودانية تقلب القاف إلى حرف كاف) وسمي المكان بذلك لأن الرعاة القاصدين لمورد المياه كانوا يتلاقون فيه من فترة لأخرى ويتحدثون عن أشواقهم وحنينهم لمواسم ذلك اللقاء فسُمّي المكان بمكان الشوآك (أي الأشواق).

## الإدارة
الشواك مدينة من مدن ولاية القضارف وهي عاصمة محلية الفشقة التي تمتد حتى الحدود مع إثيوبيا و إريتريا. وقد تأسست المحلية في عام 2003 م وتبلغ مساحتها 13000 كيلو متر مربع (8077,83 ميل مربع )، وعدد سكانها 120,800 نسمة. ويتبع لها 14 حي سكني و73 قرية. وتضم المحلية الوحدات الإدارية التالية:
- جنوب الفشقة
- قطاع الشمالي
- قطاع المدينة [3]

## الأجهزة الرسمية
- رئاسة شرطة محلية الفشقة
- مركز الشرطة
- النيابة العامة
- المحكمة
- مركز السجل المدني
- مركز الشرطة المجتمعية
- مركز الأمن

## الخدمات
تتمتع الشواك بخدمات جيده في مجالي المياه والكهرباء حيث بها محطة مياه تكفي المدينة وتمد كذلك مدينة القضارف بالمياه، وبها محطة كهرباء مرتبطه بالشبكة القومية للكهرباء .
واجتماعيا بها ديوان الزكاة الذي يساهم بصورة كبيرة في عَون الفقراء والمحتاجين .

## النشاط الإقتصادي
يمارس أهالي الشواك الزراعة التقليدية المعتمدة على الأمطار كحرفة رئيسية حيث يزرعون الذرة والسمسم والخضروات و البطيخ إلى جانب الرعي وتجارة المواشي وخدمات المسافرين في الطريق القومي والسكة الحديدية.
بها سوق تجارب كبير يُلبي احتياجات المدينة والقرى المجاورة لها من السلع الضرورية واحتياجات الحياة الأُخرى .

## التضاريس
تقع الشواك في سهل القضارف الطيني وعلى مقرن نهر عطبرة برافده نهر نهر سيتيت. وتتوفر في المنطقة الخيران مثل خور التومات على بعد 9.45 كيلومتر (5.84 ميل) وخور أم دقيس في الجنوب والجنوب الغربي على مسافة 5.85 كيلو متر ( 3.63 ميل ) والتلال المنعزلة كجبل المحرقات الواقع على بعد 13.12 كيلو متر (8.15 ميل) من المدينة، وجبل عقلايت ويبعد بمسافة 8.99 كيلو متر( 5.58 ميل). وجبل النواصل وجبل كسمور وجبل مروج.

## المناخ
| البيانات المناخية لـالشواك   | البيانات المناخية لـالشواك | البيانات المناخية لـالشواك | البيانات المناخية لـالشواك | البيانات المناخية لـالشواك | البيانات المناخية لـالشواك | البيانات المناخية لـالشواك | البيانات المناخية لـالشواك | البيانات المناخية لـالشواك | البيانات المناخية لـالشواك | البيانات المناخية لـالشواك | البيانات المناخية لـالشواك | البيانات المناخية لـالشواك | البيانات المناخية لـالشواك |
| الشهر                        | يناير                      | فبراير                     | مارس                       | أبريل                      | مايو                       | يونيو                      | يوليو                      | أغسطس                      | سبتمبر                     | أكتوبر                     | نوفمبر                     | ديسمبر                     | المعدل السنوي              |
| ---------------------------- | -------------------------- | -------------------------- | -------------------------- | -------------------------- | -------------------------- | -------------------------- | -------------------------- | -------------------------- | -------------------------- | -------------------------- | -------------------------- | -------------------------- | -------------------------- |
| متوسط درجة الحرارة الكبرى °ف | 95                         | 97                         | 102                        | 108                        | 106                        | 100                        | 95                         | 93                         | 95                         | 95                         | 99                         | 95                         | 98                         |
| متوسط درجة الحرارة الصغرى °ف | 59                         | 59                         | 68                         | 73                         | 77                         | 84                         | 73                         | 72                         | 73                         | 73                         | 66                         | 63                         | 70                         |
| الهطول إنش                   | 0                          | 0                          | 0                          | 0.1                        | 0.7                        | 2.6                        | 6.4                        | 5.6                        | 2.6                        | 0.8                        | 0.1                        | 0                          | 18.9                       |
| متوسط درجة الحرارة الكبرى °م | 35                         | 36                         | 39                         | 42                         | 41                         | 38                         | 35                         | 34                         | 35                         | 35                         | 37                         | 35                         | 37                         |
| متوسط درجة الحرارة الصغرى °م | 15                         | 15                         | 20                         | 23                         | 25                         | 29                         | 23                         | 22                         | 23                         | 23                         | 19                         | 17                         | 21                         |
| الهطول مم                    | 0                          | 0                          | 0                          | 3                          | 19                         | 66                         | 162                        | 142                        | 65                         | 20                         | 2                          | 0                          | 479                        |
| المصدر: Worldweatheronline   |                            |                            |                            |                            |                            |                            |                            |                            |                            |                            |                            |                            |                            |

## الأحياء السكنية
- حي طه بشارة
- حي ابراهيم عبد المؤمن
- حي يونس
- حي حريقة
- حي السلك
- الحي الشمالي
- الحي الغربي
- حي مرقوبة
- حي روينا
- حي الري
- حي الورشة
- أبو قرع
- المريبيعة
- حي علي نوار
- حي الزهور
- التعويضات
- حي السلامات

## ريف الشواك
الريف الشمالي ويتكون من: 
- المُقطّع
- المنصوره
- شلعتيب
- كتوته
- المحرقات
- الشريف حسب الله
- الجُباراب

الريف الجنوبي: 
- البهكر
- الهشابة
- هليبا

شرق الشواك
- قرية القلسيب ود جبارة

المسافة بين الشواك وبعض المناطق
| البلدة/المدينة | المسافة بالكيلومتر | المسافة بالميل |
| -------------- | ------------------ | -------------- |
| عرديبة         | 5.85               | 3.63           |
| عبودة          | 2                  | 1.24           |
| خشم القربة     | 5.95               | 3.70           |
| المَقَطّع         | 8.49               | 5.27           |
| قرية الماريا   | 12                 | 7.45           |
| أبو ريدة       | 13                 | 8              |
| ود الحليو      | 24                 | 15             |
| أم جِدَاد        | 32                 | 20             |
| القضارف        | 112.65             | 40.70          |
| كسلا           | 121                | 75.18          |
| ود مدني        | 252                | 156            |
| عطبرة          | 420                | 261            |
| حلفا الجديدة   | 117                | 72.68          |
| تسني إرتريا    | 116.27             | 72.25          |
| أروما          | 194.7              | 121            |
| الحمرا إثيوبيا | 81.56              | 50.68          |
| المتمة         | 163                | 101            |
| الدندر         | 182                | 113            |

## القرى الحدودية
حمدايت، الهشابة، الليكدي، أبو جمل (السودان)
قلوج، قرقف، تبلدية، أم حجر (أريتريا)
الحمرا (أثيوبيا) .

## مقر معتمدية الاجئين
يوجدمقر معتمدية اللاجئين في شرق السودان وليس تحتضن الشوك الاجيئن الشجراب تتبع  لمحلية خشم القربة ولاية كسلا حيث ان الشواك هي محلية من محليات الفشقه وهي تعتمد علي الزراعة الموسمية يوجد بالشواك جهاز امن الكيزان سيئ السمعة بتعامله مع اللاجئين واستغلال الضعفاء والنساء لجبايات التصاريح المرورية 

## الرعاية الصحية
يوجد مستشفى واحد هو مستشفى الشواك الريفي، وعدد من المراكز الصحية الخاصة، ويوجد بها مركز للتأمين الصحي .
كما يوجد بها مستشفى بيطري .

## الخدمات المصرفية
يوجد فرع للبنك الزراعي السوداني ومقره بسوق الشواك

## التعليم
هناك عدد من الخلاوي ومدارس الأساس، والمدارس الثانوية، وأُنشأت حديثا كلية البيطرة جامعة القضارف .

## النقل والاتصالات

### النقل
يوجد بالشواك خطوط مواصلات تربطها بالمدن القريبة منها كالقضارف وكسلا وخشم القربة وود الحليو، وقد تم تجميعها في سوق شعبي بالقرب من الشارع القومي لتسهيل الحركة وتخفيف الزحام داخل السوق .

### الطرق
تحتوي على طرق داخلية مسفلتة لا تقل عن خمسه كيلو مترات وعدد من العبّارات والكباري عند تقاطعات المجاري والخيران.
يمر عبر المدينة :
- الطريق القومي القضارف – الشواك- كسلا- بورتسودان
- خط السكة الحديدية القضارف- الشواك - كسلا – بورتسودان
- الطريق القاري الشواك – الحمرة (إثيوبيا)

ويقع مطار خشم القربة على بعد 60 كيلومتر (37 ميل) تقريباً. ومطار القضارف على بعد 65 كيلومتر (40.7 ميل)، ومطار الحمرا الإثيوبي على بعد 78.6 (48.8 ميل).

### الجسور
- جسر أدنى عطبرة- سيتيت
- جسر خور التومات

### شبكة الهاتف
توجد شبكة للهاتف الأرضي والمحمول
رمز المدينة للهاتف هو 445
ومن خارج السودان يضاف رمز البلد وهو 249